# سرنت
سرنت أو سورينتو (بالإيطالية: Sorrento ، باللاتينية: Surrentum): هي بلدة مُطلَّة على خليج نابولي في جنوب إيطاليا. تُعتبر وجهة سياحية شهيرة نتيجة تنوع متاجرها الخاصة بالتحف الصغيرة وموقعها على ساحل أمالفي، يمكن الوصول إليها بسهولة قدومًا من نابولي وبومبي إذ إنها تقع عند الطرف الجنوبي الشرقي من خط سكة حديد سيركومفيسوفيانا. تشتهر المدينة بمتاجرها الصغيرة التي تبيع الخزف وأقمشة الدانتيل والخشب المُطعّم (الأعمال الخشبية).
تطلّ شبه جزيرة سرنت على نابولي وجبل فيزوف وجزيرة كابري. يصل طريق أمالفي درايف بين سرنت وأمالفي، وهو طريق ضيق يمتد على طول المنحدرات العالية فوق بحر طرانة. تربط العبّارات وزوارق الهيدروفويل المزعنفة بين البلدة ونابولي وبلدة ملف وقرية بوستيانو وجزيرة قبرة وجزيرة إسكيا. اجتذبت منحدرات سرنت البحرية والفنادق الفاخرة مشاهير من بينهم إنريكو كاروسو ولوتشانو بافاروتي.
ليمونتشيللو، مشروب كحولي مُهضِّم يُحضَّر من قشر الليمون والكحول والماء والسكر ويُصنّع في سرنت. تشمل المنتجات الزراعية الأخرى ثمار الحمضيات والنبيذ والمكسرات والزيتون.

## خلفية تاريخية

### الأصول الرومانية واليونانية
الاسم الروماني لسرنت كان سورينتوم. تشير الأساطير إلى وجود علاقة وثيقة بين جزيرتي لبير وسورينتيم، كما لو كانت الأخيرة أشبه بمستعمرة للأولى، وحتى خلال الفترة الإمبراطورية، فقد بقيت سورينتوم مستعمرةً يونانية إلى حدٍّ بعيد.
تنتمي أقدم الآثار لشعب الأسكان الذي يعود تاريخه إلى نحو 600 قبل الميلاد. قبل أن تسيطر الجمهورية الرومانية عليها، كانت سورينتيم إحدى البلدات الخاضعة لمدينة نوتشيرا إنفريوري، وكانت تشاركها ثرواتها حتى نشوب الحرب الاجتماعية؛ إذ يبدو أنها انضمت إلى ثورة 90 قبل الميلاد على غرار بلدة ستابيي، وجرى قمعها وإرغامها على الامتثال في العام التالي، ما أدى إلى إقامة مستعمرة فيها آنذاك.
عُثِر على العديد من النقوش والكتابات المدفونة لعبيد الإمبراطورية والمُعتقين في سورينتوم. تُظهِر إحدى النقوش أن تيتوس قد أعاد ترميم برج الساعة (باللاتينية: Horologium) في البلدة وزخرفته المعمارية في العام التالي لزلزال 79 ميلادي. دُوِّنت عملية ترميم مماثلة لمبنى مجهول في نابولي في السنة نفسها على نقش عُثِر عليه في نابولي.
أهم معابد سورينتوم هي معابد أثينا ومعبد سيرانة (يمثل الأخير المعبد الوحيد في العالم اليوناني في العصور التاريخية)، وسمُيت شبه جزيرة أثينا نسبةً إلى آلهة أثينا. في العصور القديمة، اشتُهرت سورينتوم بنبيذها (إذ لم يكن البرتقال والليمون اللذان يزرعان حاليًا على نطاق واسع قد أُدخلا بعدْ إلى إيطاليا في العصور القديمة) بالإضافة إلى أسماكها ومزهرياتها الكامبانية الحمراء، ويشير اكتشاف وجود عملات معدنية من مارسيليا وبلاد الغال وجزر البليار إلى تجارتها واسعة النطاق.
كان موقع «سورينتوم» مؤمنًا للغاية ومحميًا بالوديان العميقة مع استثناء وحيد لدفاعاتها الطبيعية بمسافة 300 متر (984 قدم) في الجنوب الغربي حيث شُيِّدت الأسوار لتكون وسيلة دفاع للمدينة أُتبعت بحكم الضرورة في الحقبة الحديثة بأسوار جديدة للمدينة. يحافظ تنظيم الشوارع الحديثة على المدينة القديمة، ويشير تنسيق الطرق المسوّرة التي تقسم السهل الشرقي إلى وجودها بصورة مماثلة لما كان عليه الحال في العصور الرومانية. لا توجد آثار محفوظة حاليًا في المدينة نفسها، لكن يوجد الكثير من الأطلال في حي الفيلات الواقع شرق المدينة على الطريق المؤدي إلى ستابيا، ما تزال آثاره موجودة حتى الآن على امتداد أعلى بكثير من الطريق الحديث عبر الجبل، يشغل فندق فيكتوريا حاليًا أحد أكبر المواقع (ربما ينتمي إلى العائلة الإمبراطورية)، عُثر على غرفة صغيرة تحت الشرفة عام 1855، ينحدر منها نفق قديم محفور ضمن الصخر يصل إلى الشاطئ. تمكن رؤية أطلال فيلات أخرى، ولكن أهم الآثار الموجودة هو خزان القنوات المائية (تحت الأرض) الواقع خارج المدينة مباشرة إلى الشرق، والذي يمتلك ما لا يقل عن 27 حجرة، مساحة كل منها نحو 270 × 60 سم (106 × 24 بوصة). عُثر أيضًا على مدافن يونانية وأسكانية.